# Notobranchaeidae
Notobranchaeidae is een familie van weekdieren uit de klasse van de Gastropoda (slakken).

## Geslacht
- Notobranchaea Pelseneer, 1886